# Ishpeming (Míchigan)
Ishpeming es una ciudad ubicada en el condado de Marquette en el estado estadounidense de Míchigan. En el Censo de 2010 tenía una población de 6470 habitantes y una densidad poblacional de 267,12 personas por km².

## Geografía
Ishpeming se encuentra ubicada en las coordenadas 46°28′13″N 87°40′20″O / 46.47028, -87.67222. Según la Oficina del Censo de los Estados Unidos, Ishpeming tiene una superficie total de 24.22 km², de la cual 22.64 km² corresponden a tierra firme y (6.51%) 1.58 km² es agua.

## Demografía
Según el censo de 2010, había 6470 personas residiendo en Ishpeming. La densidad de población era de 267,12 hab./km². De los 6470 habitantes, Ishpeming estaba compuesto por el 96.03% blancos, el 0.22% eran afroamericanos, el 1.1% eran amerindios, el 0.28% eran asiáticos, el 0.02% eran isleños del Pacífico, el 0.14% eran de otras razas y el 2.23% pertenecían a dos o más razas. Del total de la población el 0.97% eran hispanos o latinos de cualquier raza.